# Римски мост на Моштаници
Мост на Моштаници (познат и као „Римски мост“) на старом путу: Никшић–Грахово–Требиње, најстарији је мост у Црној Гори. Рађен је од обрађеног камена, пропорционалних сводова, широких стубова (2 м) и великих отвора (5,5 м). Потиче из трећег вијека нове ере. Током вјекова је оштећен, последњи пут у Другом свјетском рату. Још од 1947. године је био један од 212 заштићених споменика културе. Обнављан је 1957. године, па опет препуштен зубу времена. У власништву је Општине Никшић.